# Prix Jag-de-Bellouet
Groupe I
Le prix Jag-de-Bellouet est une course hippique de trot monté se déroulant au mois de décembre sur l'hippodrome de Vincennes.
C'est une course internationale de Groupe 1 européenne réservée aux chevaux de 4 ans, hongres exclus, ayant gagné au moins 32 000 €. Elle se court sur la distance de 2 700 mètres (grande piste), départ volté. L'allocation s'élève à 200 000 €, dont 90 000 € au vainqueur. 
L'épreuve rend hommage à Jag de Bellouet, champion des années 2000 dans les deux disciplines, qui remporta notamment un prix d'Amérique à l'attelé et trois prix de Cornulier au monté. Le prix Jag-de-Bellouet, comme son équivalent pour les 5 ans le prix Bilibili couru le même jour, est créé lors de la réorganisation du calendrier des courses au trot en France en 2022, permettant à la génération des 4 ans de compenser la perte de la possibilité de participation au prix des Élites l'année de leurs 3 ans. La course se positionne dans le calendrier comme préparative et qualificative — pour le premier — pour le prix de Cornulier disputé un mois plus tard et est nommée à ce titre Cornulier Races Q1.

## Palmarès
| Année | Vainqueur       | Pays   | Père           | Driver                | Entraîneur               | Deuxième           | Troisième        | Réd.km |
| ----- | --------------- | ------ | -------------- | --------------------- | ------------------------ | ------------------ | ---------------- | ------ |
| 2024  | Kalif Landia    | France | Un Charme Fou  | Benjamin Rochard      | Alexis-Philippe Grimault | Kapaula de l'Épine | Kaviarissime     | 1'12"3 |
| 2023  | Joumba de Guez  | France | Carat Williams | Éric Raffin           | Jean-Michel Bazire       | Jewelcandle Fac    | Jadrius de Guez  | 1'12"3 |
| 2022  | Idéale du Chêne | France | Bird Parker    | Paul-Philippe Ploquin | Julien Le Mer            | Ina du Rib         | Inès des Rioults | 1'13"  |